# Pluvijal
Pluvijal, plašt koji se koristi unutar liturgijskog slavlja.

## Prva upotreba
Pluvijal je prvotno služio kao kišni ogrtač (kabanica) što se može izvesti iz samog naziva (lat. pluvia-kiša) koji su klerici nosili kada su išli na službu. S vremenom je poprimio liturgijsku upotrebu.

## Oblik
Oblik mu se nije mijenja u bitnim elementima. Uvijek je to dugački plašt sa stiliziranom kukuljicom koji seže do dolje, a zakopčava se ukrašenom kopčom na prsima. Izrađivan je i ukrašavan ovisno o vremenskom razdoblju nastanka. Izrađuju se u pojedinim liturgijskim bojama.

## Upotreba
Pluvijal se upotrebljava unutar pojedinih liturgijskih slavlja kao što su: liturgija časova, vjenčanja, euharistijske procesije, sprovodi i razni blagoslovi.